# Сахартымай
Сахартымай — река в Якутии, протока Индигирки. Длина реки — 125 км. Площадь водосборного бассейна — 3500 км².
Ответвляется от Индигирки справа на высоте 7 метров над уровнем моря между островами Мохнатый и Хатыстах. Течёт в общем северном направлении через лиственничный лес, сильно петляет. Впадает в Индигирку у острова Боец. Ширина около устья достигает 125 метров, глубина — 3 метров.
Основные притоки — реки Охотыння и Амбар-Юрях.
По данным государственного водного реестра России входит в Ленский бассейновый округ. Код водного объекта — 18050000412117700068412.